# Placenta praevia
Cet article concerne la grossesse dans l'espèce humaine. Pour les autres animaux vivipares, voir gestation.
 Mise en garde médicale
Le placenta praevia est une localisation anormale du placenta qui peut être responsable d'hémorragies sévères au cours du troisième trimestre de la grossesse. Le placenta est normalement inséré dans le haut de l'utérus, il est dit praevia lorsque ce n'est pas le cas. Il est alors localisé sur le segment inférieur et peut être latéral, marginal (lorsqu'il affleure par son bord l'orifice du col de l'utérus), partiellement recouvrant, ou recouvrant lorsqu'il est tout entier situé au-dessus de l'orifice interne du col.
Le placenta praevia est favorisé par les malformations utérines, les fibromes sous-muqueux, les antécédents de manœuvres endo-utérines (curetage, aspiration, IVG), un utérus cicatriciel (par césarienne en particulier), des grossesses nombreuses, l'âge avancé de la mère, le tabagisme, des antécédents personnels de placenta praevia.

## Circonstances de découverte
- Cette situation anatomique peut demeurer longtemps silencieuse et n'être découverte qu'au cours d'une échographie, ou bien se manifester par des métrorragies au cours de la grossesse ou même de l'accouchement.
- Le tableau clinique typique d'un placenta praevia comporte des métrorragies de sang rouge, parfois très abondants, survenant au troisième trimestre de la grossesse. Ces saignements sont indolores.
- L'utérus, à la palpation de l'abdomen, est souple au minimum et il se relâche bien entre les contractions. L'état général de la mère et notamment la pression artérielle dépend du volume de sang perdu.

## Diagnostic
- L'échographie fera le diagnostic d'abord par voie abdominale puis intravaginale : elle confirme le diagnostic, montre la situation précise du placenta. La distance entre l'insertion inférieure du placenta et l'orifice interne du col fait le diagnostic. Parfois, le placenta recouvre complètement l'orifice interne du col.

- Les investigations habituelles du bien-être fœtal apprécieront le retentissement de ces saignements sur le fœtus :

1. rythme cardiaque fœtal ;
2. score de Manning.

- Une recherche d'une participation fœtale à ces hémorragies par le test de Kleihauer est faite.

### Diagnostic différentiel

#### Une hémorragie au cours de la grossesse
- Rupture utérine
- Hématome décidual basal ou hématome rétro-placentaire
- Hématome décidual marginal
- Placenta circumvallata

#### Une hémorragie au cours de l'accouchement
- Rupture utérine
- Hématome décidual basal ou hématome rétro-placentaire
- Hémorragie de Benckiser

## Prise en charge
La prise en charge dépend essentiellement de l'état maternel, du terme de la grossesse, du type de placenta et de l'état de l'enfant.
- En cas d'hémorragie massive et/ou de souffrance fœtale, son extraction en urgence par césarienne doit être entreprise, avec réanimation maternelle si nécessaire.
- En cas de symptomatologie modérée, la patiente est hospitalisée en service de grossesse pathologique, et mise au repos strict. En cas de grossesse de moins de 34 semaines d'aménorrhée, une corticothérapie par voie intramusculaire est proposée pour accélérer la maturation pulmonaire du fœtus (ce qui permet d'éviter certaines complications néonatales, dont la maladie des membranes hyalines).
- En cas de grande prématurité, des transfusions de sang permettent de maintenir un taux d'hémoglobine à 10 grammes par décilitre et de laisser le temps à la corticothérapie d'agir.
- Si la mère est de rhésus négatif, il faudra injecter des gamma-globulines anti-D dans les 72 heures afin de prévenir une allo-immunisation. Enfin, la tocolyse est proposée par certaines équipes.
- Au terme de ces mesures, si le placenta n'est pas recouvrant il suffit d'attendre le déclenchement spontané du travail (sous stricte surveillance médicale). Dans le cas d'un placenta recouvrant, une césarienne s'impose (la voie basse est impossible), sans valeur d'urgence cependant lorsque la tolérance maternelle et fœtale le permet.
- La présence d'un placenta praevia sur une cicatrice de césarienne peut aboutir au placenta accreta. C'est une situation à haut risque d'hémorragie au cours de la césarienne obligeant parfois, après les tentatives chirurgicales conservatrices, à ôter l'utérus de la femme pour arrêter les saignements, on parle alors d'hystérectomie d'hémostase.